# Daniel Mørup Nygaard
Daniel Nygaard (født 22. august 1997) er en dansk floorballspiller, som i dag spiller i floorballligaen for Benløse Floorball. Han er opvokset i Frederikshavn og spillede i sin ungdomstid for Frederikshavn Bulldogs FK, med hvem han har flere medaljer ved DM i U17 og U19.
Daniel Nygaard var med ved U19 VM i både 2013 og 2015 og har spillet 19 kampe for U19-landsholdet.
I 2016 debuterede han for det danske A-landshold, og til sæsonen 2016/17 skiftede Daniel Nygaard til Benløse Floorball, hvor han var med til at vinde det danske mesterskab i floorballligaen.